# یوهانس وویگتمن
یوهانس وویگتمن (انگلیسی: Johannes Voigtmann؛ زادهٔ ۳۰ سپتامبر ۱۹۹۲) بازیکن بسکتبال اهل آلمان است.

## حرفه
وی در مسابقات کشوری و بین‌المللی در مجموع برندهٔ ۱ مدال برنز شده‌است.